# Chiesa di Santa Reparata (Buddusò)
La chiesa di Santa Reparata è una chiesa campestre situata in territorio di Buddusò, nella Sardegna centrale. 
Consacrata al culto cattolico, fa parte della parrocchia di Santa Anastasia, diocesi di Ozieri.
È sconosciuto l'anno di costruzione dell'edificio ma da un elenco delle chiese campestri e rurali stilato della diocesi di appartenenza del tempo, Alghero, in occasione del sinodo diocesano, risulta già esistente nel 1581.
Vi si svolgono ogni anno i festeggiamenti della santa, particolarmente seguiti dalla popolazione locale.